# Colesburg, Iowa
Colesburg là một thành phố thuộc quận Delaware, tiểu bang Iowa, Hoa Kỳ. Năm 2010, dân số của thành phố này là 404 người.

## Dân số
Dân số qua các năm:
- Năm 2000: 412 người.
- Năm 2010: 404 người.